# Triancyra sarojinae
Triancyra sarojinae là một loài tò vò trong họ Ichneumonidae.